# Rocquigny-Equancourt Road British Cemetery
Rocquigny-Equancourt Road British Cemetery is een Britse militaire begraafplaats met gesneuvelden uit de Eerste Wereldoorlog, gelegen in de Franse gemeente Étricourt-Manancourt (departement Somme). De begraafplaats werd ontworpen door Reginald Blomfield en ligt aan de weg van Rocquigny naar Équancourt op 550 m ten noorden van het centrum van Étricourt (Eglise Saint-Martin). Ze heeft een onregelmatig grondplan en wordt omsloten door een natuurstenen muur. Een vierkantig toegangsgebouw in witte natuursteen met twee rondboogvormige doorgangen en onder een tentdak, bevindt zich in de zuidoostelijke hoek van de begraafplaats. Ze wordt afgesloten door een tweedelig metalen hek. Tegen de oostelijke muur, op dezelfde aslijn als de toegang staat de Stone of Remembrance en het Cross of Sacrifice staat bij de noordelijke rand in een naar buiten gebogen deel van de muur (apsis).
Er worden 2036 doden herdacht waaronder 23 niet geïdentificeerde. De begraafplaats wordt onderhouden door de Commonwealth War Graves Commission.

## Geschiedenis
Étricourt werd begin april 1917 tijdens de Duitse terugtrekking tot aan de Hindenburglinie bezet door de Britse troepen. Tijdens het Duitse lenteoffensief kwam het op 23 maart 1918 terug in vijandelijke handen maar werd begin september heroverd door de Britten.
De begraafplaats werd aangelegd in 1917 en tot maart 1918 gebruikt, voornamelijk door de 21st en 48th Casualty Clearing Stations die gevestigd waren in Ytres, en in mindere mate door de Duitsers, die de begraafplaats kenden als Etricourt Old English Cemetery. In september 1918 werden de bijzettingen door de Britse troepen hervat en in oktober en november door de 3rd Canadian en de 18th Casualty Clearing Stations.
Onder de geïdentificeerde doden zijn er 1745 Britten, 34 Canadezen, 21 Nieuw-Zeelanders, 12 Zuid-Afrikanen en 5 Australiërs. Negen slachtoffers die door de Duitsers werden begraven worden met Special Memorials herdacht omdat hun graven niet meer gelokaliseerd konden worden. Er liggen ook 198 Duitse gesneuvelden waaronder 3 niet geïdentificeerde.
Verspreid over de begraafplaats liggen ook tien Franse burgers begraven.

## Graven

### Onderscheiden militairen
- John Harold Rhodes, sergeant bij de Grenadier Guards werd onderscheiden met het Victoria Cross en tweemaal met de Distinguished Conduct Medal (VC, DCM and bar).
- kapitein W. Paul (West Yorkshire Regiment (Prince of Wales's Own) werd onderscheiden met de Distinguished Service Order en het Military Cross (DSO, MC).
- majoor Herbert Mainwaring Williams (Army Veterinary Corps) werd onderscheiden met de Distinguished Service Order (DSO).
- kapitein Joseph Patrick Lambert-Shea (Durham Light Infantry) werd tweemaal onderscheiden met het Military Cross en eenmaal met de Distinguished Conduct Medal (MC and Bar, DCM).
- de kapiteins N.J.H. Gavin (Royal Army Medical Corps) en A.F. Worster (The Buffs (East Kent Regiment)) werden tweemaal onderscheiden met het Military Cross (MC and Bar).
- onderluitenant James William Worth (West Yorkshire Regiment (Prince of Wales's Own)) werd onderscheiden met het Military Cross en de Distinguished Conduct Medal (MC, DCM).
- onderluitenant Frederick George Budd (King's Royal Rifle Corps) werd onderscheiden met het Military Cross en de Military Medal (MC, MM).
- de kapiteins L.T. Dudley (Royal Fusiliers), Malcolm David McNicoll (King's Own Yorkshire Light Infantry), de luitenant Maurice Leslie Chaland (Norfold Regiment), de onderluitenants A.V. Clark (Bedfordshire Regiment), William Wilson (Royal Naval Volunteer Reserve) en William Henry Seale (Oxford and Bucks Light Infantry) werden onderscheiden met het Military Cross (MC).
- luitenant Maurice St.Clair Patrick Wynne (Royal Inniskilling Fusiliers), compagnie sergeant-majoor S. Sole (Leicestershire Regiment), sergeanten Edward Lyall Coombs (Royal Field Artillery), Donald Campbell (Royal Field Artillery) en Victor Frederick William Ind (Gloucestershire Regiment), korporaals Ralph Brown (Lincolnshire Regiment), Thomas George James (South Wales Borderers) en David Chalmers (Royal Field Artillery), pionier J.F. Hurley (Royal Engineers) en soldaat J. Henry (Irish Guards) werden onderscheiden met de Distinguished Conduct Medal (DCM).
- nog 53 militairen werden onderscheiden met de Military Medal (MM).

### Minderjarige militair
- Frederick Charles Coker, soldaat bij de South African Infantry was 17 jaar toen hij op 20 december 1917 stierf.

### Aliassen
Zes militairen dienden onder een alias:
- korporaal Douglas Hutcheson als Douglas Hutchison bij de Gordon Highlanders.
- schutter Sam Farmer Evans als H. Farmer bij het London Regiment.
- geleider William M. Ollerhead als William Edwards bij de Royal Field Artillery.
- soldaat Daniel Dominick Buckley als Daniel Ardick bij de Irish Guards.
- soldaat H. Hesketh als H. George bij het West Yorkshire Regiment (Prince of Wales's Own).
- soldaat Thomas Woolsoncroft als Thomas Wilsoncroft bij het West Yorkshire Regiment (Prince of Wales's Own).

### Gefusilleerde militair
- Joseph Bateman, soldaat bij het South Staffordshire Regiment werd wegens desertie op 3 december 1917 gefusilleerd. [2]